# A London Flat Mystery
A London Flat Mystery é um filme mudo britânico lançado em 1915.

## Elenco
- Vera Cornish - Margaret Forster
- George Foley - Bentley
- Reginald Stevens - Bob Pritchard
- Constance Backner - Mrs Hooper
- Richard Norton - Bill Hooper
- Andrew Jackson - Leo Scott
- Hugh Croise - Inspector